# Temptation（誘惑）
「Temptation（誘惑）」（テンプテーション ゆうわく）は、1985年9月28日に発売された本田美奈子の4枚目のシングル(EP: WTP-17774)。

## 解説
本田はこの曲で1985年の「第27回日本レコード大賞」「第16回日本歌謡大賞」「'85FNS歌謡祭」などで新人賞を受賞した。発売前の告知では、カラーレコード（レッド）になる予定であったが、発売直前に取り消しとなった。
TBS系「ザ・ベストテン」では惜しくも10位以内のランクインは果たせなかったが、1985年末の同番組年間ベストテンでは第53位につけていた。

## 収録曲
（全作詞：松本隆、作曲：筒美京平）
1. Temptation（誘惑）
編曲：大谷和夫
  - 東芝「ファンヒーター」TV-CMソング
  - 東芝「ホットカーペット」TV-CMソング[注 1]
  - フジテレビ系ドラマ『微熱MY LOVE』主題歌
2. If…
編曲：船山基紀

## 収録アルバム
- Temptation（誘惑）
  - M'シンドローム （1985年11月21日） - アルバムバージョン
  - ザ・ヴァージン・コンサート （1986年2月20日） - ライブバージョン
  - MINAKO COLLECTION （1986年12月20日）
  - ゴールデンベスト ニューベストナウ （1987年6月5日）
  - DISPA 1987 （1988年1月25日） - ライブバージョン
  - Look over my shoulder （1988年10月26日）
  - best now （1989年9月13日, 1990年11月14日）
  - SHANGRI-LA BEST POP COLLECTION （1990年12月12日）
  - Big Artist Best Collection （1994年12月7日）
  - TWIN BEST （1998年5月13日）
  - 2000 millennium BEST （2000年5月24日）
  - GOLDEN☆BEST 本田美奈子 （2003年6月25日）
  - 本田美奈子BOX （2004年12月15日）
  - LIFE -Minako Honda. Premium Best- （2005年5月21日）
  - NEW BEST 1500 （2005年8月24日）
  - CD & DVD THE BEST （2005年12月7日）
  - ANGEL VOICE 〜本田美奈子.メモリアル・ベスト〜（2007年4月18日）
  - ゴールデン☆アイドル 本田美奈子 (2014年7月30日)
  - エッセンシャル・ベスト 1200 本田美奈子 (2018年3月21日)

- If…
  - ザ・ヴァージン・コンサート （1986年2月20日） - ライブバージョン
  - DISPA 1987 （1988年1月25日） - ライブバージョン
  - TWIN BEST （1998年5月13日）
  - 本田美奈子BOX （2004年12月15日）
  - ゴールデン☆アイドル 本田美奈子 (2014年7月30日)

## TV
- あなたが選ぶ全日本歌謡音楽祭
- いちごチャンネル
- FNS歌謡祭
- おはようスタジオ
- オレたちひょうきん族
- KBC新人歌謡音楽祭
- 銀座音楽祭
- ザ・トップテン
- さんまのヒットマッチ
- シャボン玉プレゼント
- 新宿音楽祭
- スーパージョッキー
- スターどっきり（秘）報告
- 全日本有線放送大賞
- 日本歌謡大賞
- 日本有線大賞
- 日本レコード大賞
- 初夢くらべヤングスター歌の祭典
- ヤング歌謡大賞・新人グランプリ
- レッツGOアイドル